# SN 2007nd
SN 2007nd – supernowa typu Ia odkryta 8 października 2007 roku w galaktyce A004018-0102. W momencie odkrycia miała maksymalną jasność 21,80m.